# Exfoliation (Geologie)
Als Exfoliation wird in der Geologie die Ablösung kugelschaliger Körper vom darunter liegenden Felskörper bezeichnet, welche durch Druckentlastung bei emporgestiegenen Tiefengesteinen zustande kommt. Dadurch können Gesteinskuppen in Form von Kugelkalotten entstehen, die in manchen Regionen die Landschaft prägen. Ihr markantestes, allerdings untypisches Beispiel ist der Zuckerhut bei Rio de Janeiro.
Früher vermutete man, dass diese Ablösung von Gesteinsschalen auf chemisch verursachten Volumenwechseln durch Feuchtigkeit beruht. Von dieser sphärisch wirkenden Hydration unterschied man die physikalische (mechanische) Exfoliation durch Sonneneinstrahlung und nächtliche Abkühlung.
Heute hält man die Schalenablösung für einen weitverbreiteten physikalischen Prozess, mit dem ein aus größerer Tiefe emporgehobenes oder durch Abtragung darüberliegender Massen freigesetztes Gestein auf Druckentlastung reagiert. Wenn die tief unter der Erdoberfläche gebildeten, stark komprimierten Gesteine (Plutonite und Metamorphite) vom Druck der Auflast befreit sind, dehnen sie sich aus, und es entstehen konvexe Druckentlastungsklüfte, die durch Erosion zur allmählichen Ablösung schalenähnlicher Gesteinsplatten führen.